# Ana Rute
Ana Rute, née le 29 janvier 1998 à Lousã (Portugal), est une footballeuse portugaise évoluant au poste de Milieu de terrain. Internationale portugaise depuis 2021, elle évolue au sein du SC Braga depuis cette même année.

## Biographie
Dans sa jeunesse, elle joue pour le CD Lousanense jusqu’en 2012, parallèlement en 2010 elle se met au volley-ball, après quoi elle rejoint le CA Gândaras où elle joue jusqu’en 2015. 
Son premier contrat avec les séniores se réalise au sein de l'AD Poiares, avec qui elle évolue en 2 Divisão et où elle joue jusqu’à la saison 2017-2018. 
Elle rejoint ensuite le club du Condeixa ACD.
En juillet 2021, Ana Rute, qui représente Condeixa ACD depuis 3 saisons, est une priorité pour le SC Braga car elle est une joueuse qui s’est affirmée dans le football portugais pour sa polyvalence sur le terrain. Bien qu’elle ait reçu d’autres invitations (FC Famalicão et le SCU Torreense) c'est le club de Braga qu'elle choisit pour les deux prochaines saisons.

## Statistiques

### En club
| Saison                | Club                  | Championnat           | Championnat | Championnat | Coupe(s) nationale(s) | Coupe(s) nationale(s) | Compétition(s) continentale(s) | Compétition(s) continentale(s) | Compétition(s) continentale(s) | Sélection | Sélection | Sélection | Total | Total |
| Saison                | Club                  | Division              | M.          | B.          | M.                    | B.                    | Comp.                          | M.                             | B.                             | Équipe    | M.        | B.        | M.    | B.    |
| 2015-2016             | AD Poiares            | 2 Divisão             | 3           | 4           | 2                     | 2                     | -                              | 0                              | 0                              | U19       | 12        | 1         | 17    | 7     |
| 2016-2017             | AD Poiares            | 2 Divisão             | 4           | 4           | 1                     | 1                     | -                              | 0                              | 0                              | -         | 0         | 0         | 5     | 5     |
| 2017-2018             | AD Poiares            | 2 Divisão             | 5           | 9           | 3                     | 3                     | -                              | 0                              | 0                              | U19       | 5         | 0         | 13    | 12    |
| Sous-total            | Sous-total            | Sous-total            | 12          | 17          | 6                     | 6                     | -                              | 0                              | 0                              | -         | 17        | 1         | 35    | 24    |
| 2018-2019             | Condeixa ACD          | 2 Divisão             | 26          | 21          | 3                     | 1                     | -                              | 0                              | 0                              | -         | 0         | 0         | 29    | 22    |
| 2019-2020             | Condeixa ACD          | 2 Divisão             | 15          | 14          | 3                     | 6                     | -                              | 0                              | 0                              | -         | 0         | 0         | 18    | 20    |
| 2020-2021             | Condeixa ACD          | Liga BPI              | 23          | 6           | 1                     | 1                     | -                              | 0                              | 0                              | -         | 0         | 0         | 24    | 7     |
| Sous-total            | Sous-total            | Sous-total            | 64          | 41          | 7                     | 8                     | -                              | 0                              | 0                              | -         | 0         | 0         | 71    | 49    |
| 2021-2022             | SC Braga              | Liga BPI              | 21          | 5           | 10                    | 3                     | -                              | 0                              | 0                              | A & B     | 3         | 0         | 34    | 8     |
| 2022-2023             | SC Braga              | Liga BPI              | 18          | 5           | 12                    | 3                     | -                              | 0                              | 0                              | A & B     | 4         | 0         | 34    | 8     |
| 2023-2024             | SC Braga              | Liga BPI              | 18          | 4           | 8                     | 0                     | -                              | 0                              | 0                              | A         | 2         | 0         | 28    | 4     |
| Sous-total            | Sous-total            | Sous-total            | 57          | 14          | 30                    | 6                     | -                              | 0                              | 0                              | -         | 9         | 0         | 96    | 20    |
| Total sur la carrière | Total sur la carrière | Total sur la carrière | 133         | 72          | 43                    | 20                    | -                              | 0                              | 0                              |           | 26        | 1         | 202   | 93    |

Statistiques actualisées le 7 avril 2024

### En sélection nationale
Avec les moins de 19 ans portugaises, elle participe aux qualifications pour le Championnat d’Europe 2016 ainsi que ceux du Championnat d’Europe 2017.
Dès avril 2021, le sélectionneur portugais Francisco Neto fait appel à elle en sélection en remplacement de joueuses indisponibles. Mais elle ne fait ses débuts que le 19 septembre 2021, avec le Portugal A contre Israël (victoire 4 à 0), entrant à la 83e minute en remplacement de Kika Nazareth. 
Le 30 mai 2023, elle est incluse dans l’équipe de 23 joueuses pour la Coupe du monde 2023. Elle fait ses débuts en Coupe du monde lors de la victoire 2-0 contre le Viêt Nam lors du deuxième match de groupe. Elle est remplacée à la 90e minute par Andreia Jacinto. 
| Matches officiels de Dolores Silva en sélections portugaises au 5 décembre 2019 | Matches officiels de Dolores Silva en sélections portugaises au 5 décembre 2019 | Matches officiels de Dolores Silva en sélections portugaises au 5 décembre 2019 | Matches officiels de Dolores Silva en sélections portugaises au 5 décembre 2019 | Matches officiels de Dolores Silva en sélections portugaises au 5 décembre 2019 |
| Club                                                                            | V.                                                                              | N.                                                                              | D.                                                                              | Buts                                                                            |
| ------------------------------------------------------------------------------- | ------------------------------------------------------------------------------- | ------------------------------------------------------------------------------- | ------------------------------------------------------------------------------- | ------------------------------------------------------------------------------- |
| Portugal U17 (3 matchs:10.34 %)                                                 | 3 (100.00%)                                                                     | 0 (00.00%)                                                                      | 0 (00.00%)                                                                      | 0 (00.00 %)                                                                     |
| Portugal U19 (17 matchs:58.62 %)                                                | 5 (29.42%)                                                                      | 6 (35.29%)                                                                      | 6 (35.29%)                                                                      | 1 (100.00 %)                                                                    |
| Portugal B (3 matchs:10.34 %)                                                   | 0 (00.00%)                                                                      | 1 (33.33%)                                                                      | 2 (66.67%)                                                                      | 0 (00.00 %)                                                                     |
| Portugal A (6 matchs:20.70 %)                                                   | 4 (66.67%)                                                                      | 1 (16.67%)                                                                      | 1 (16.67%)                                                                      | 0 (00,00 %)                                                                     |
| Total (Incomplet)                                                               | 12 (41.38%)                                                                     | 8 (27.59%)                                                                      | 9 (31.03%)                                                                      | 1                                                                               |

## Palmarès

### Avec leAD Poiares
- Championne de la 2 Divisão Série D : 1 fois — 2016-17.
- Vice-championne de la 2 Divisão Série C : 1 fois — 2015-16.
- Vice-championne de la 2 Divisão Série D : 1 fois — 2017-18.

### Avec leCondeixa ACD
- Championne de la 2 Divisão Série C : 1 fois — 2018-19.
- Championne de la 2 Divisão Série E : 1 fois — 2019-20.

### Avec leSC Braga
- Vainqueur de la Taça da Liga : 1 fois — 2021-22.
- Finaliste de la Taça de Portugal : 1 fois — 2022-23.
- Finaliste de la Taça da Liga : 1 fois — 2022-23.